# Lovettia sealii
Lovettia sealii är en fiskart som först beskrevs av Johnston, 1883.  Lovettia sealii ingår i släktet Lovettia och familjen Galaxiidae. Inga underarter finns listade i Catalogue of Life.